# 極速快感：世界
《極速快感：世界》旧称《極速快感：世界在线》，已於2015年7月14日關閉伺服器。是极品飞车系列中的第一部免费大型多人在线游戏，也是极品飞车系列的第十五部作品，由美国艺电发行、由EA Black Box和EA新加坡联合开发，于2010年7月27日在全球发行。2010年9月8日之前玩家等级达到10级之后虽可以继续玩，但是将无法在游戏中继续赚取任何经验值和现金，且必须购买《极品飞车：世界》入门包才可继续获得经验值和现金。随后游戏公司当天为庆祝总计注册人数达100万，去除了这个限制并除去等级上限，使得该游戏成为现今极品飞车系列的唯一免费游戏。
2015年7月14至15日起陸續關閉全球所有用戶伺服器，於遊戲結束前一日營辦商為所有玩家提供惜別活動，包括東南部海岸的樂園煙花匯演及巴士總站團體自由比賽。

## 游戏概览
《极品飞车：世界》基于《极品飞车:全民公敵》与《极品飞车：生死卡本谷》的游戏引擎打造，以非法街头赛车为主题，强调玩家与警方追逐，在此基础上亦加入像特殊能力等MMO游戏元素。截至该游戏停服前总计出现了超过100辆可购买的授权车辆，其中包括肌肉车、超级跑车、SUV等。
2010年12月，游戏增加汽车改装功能。2011年3月31日，游戏添加了团队逃脱模式，即合作版的警察追捕模式。同年7月26日，游戏增加每日寻宝功能。在自由漫游中，玩家需收集游戏每天随机选择的区域产生的15颗宝石，每天可以完成一次，并可获得游戏中的现金。当连续完成多天时，玩家可获得对应的游戏道具。。
2012年10月16日，游戏推出直道赛模式。同年11月16日，游戏将警车从自由漫游中删除，玩家仅可以通过单人逃脱模式展开个人警察追捕行动。
2015年7月15日凌晨0时起(UTC+8)，该游戏停止运营，但现在，该游戏通过私服的方式“卷土重来”。

## 游戏地图
该游戏的地图由《极品飞车：生死卡本谷》与《极品飞车：无间追踪》两游戏的城市合并组成。另有传闻说《极品飞车：无间风云》的Tri-City在未来也会添加进游戏之中，因为在Downtown Rockport的南部有一条连接到收费公路的桥梁，桥梁上的路牌指明Tri-City，不过收费站入口是封闭的。由《极品飞车：无间追踪》中的Downtown Rockport至《极品飞车：生死卡本谷》中的Palmont的两条道路迟迟没有开通，在该游戏的世界地图中该两条道路显示暗色，但官方人员从未发表过相关报道。那些封闭的道路到遊戲關閉時仍未开通。

## 游戏模式
- 自由漫游（在世界地图开车，途中可以进入车库、选择比赛等等）
- 每日寻宝
- 环绕赛
- 竞速赛
- 直道赛
- 逃脱（警察追捕模式）
  1. 单人逃脱
  2. 团队逃脱

## 成就
- 成就是獎勵玩家在《極速快感世界》中的所作所為。
- 每個成就都設有條件，只要滿足條件就能達成。條件可能是贏得比賽或購買車輛，或是在玩家的車輛上安裝零件。
- 大部分的成就都有多個階級待玩家去達成。每個階級都會提供新獎勵，給予車手分數，以及升級成就徽章。

## 虚拟货币
- Cash：游戏中玩家通过完成比赛或者其他途径获得的货币。
- Boost：游戏中使用真实金钱购买的货币。

## 游戏存在的问题

### 操作
- 玩家无法自定义修改游戏中的任何操作按键。

### 内容
- 游戏中的社会车辆都以极慢的速度行驶，即使在限速70英里/小时的高速公路也只以约20英里/小时的速度行驶。（在其他大多数极品飞车系列之中不存在这个问题，大多数极品飞车版本的社会车辆会按照交通规定，在高速公路会提速、进入市区会降速）
- 游戏中的路灯灯光、汽车灯光在白天与夜晚均呈打开状态，但是只有在夜晚才能看到地面被灯光照到的光。

## 外部連結
- （英文）Need for Speed - Home （页面存档备份，存于）
- （简体中文）Need for Speed - 主頁
- （繁體中文）Need for Speed - 首頁